# Редер, Джиджи
Джи́джи Ре́дер (итал. Gigi Reder;  25 марта 1928, Неаполь — 8 октября 1998, Рим) — итальянский актёр театра, кино, телевидения и озвучивания. Наиболее известен по роли бухгалтера Филини, в фильмах о Фантоцци.

## Биография
Родился в Неаполе, в семье немецкого происхождения, Редер переехал в Рим, где начал свою карьеру на радио в качестве соведущего и актёра радио-драмы. Он также дебютировал на сцене в театра «Teatro dialettale», сотрудничал с такими актёрами как Пеппино Де Филиппо, Тури Ферро, Джорджо Альбертацци и Марио Скаккиа. Редер дебютировал в кино в начале 50-х, но стал популярным только в семидесятые годы, в фильме Фантоцци (итал. Fantozzi) (1975), в образе приятеля и друга по работе Уго Фантоцци, как бухгалтер Филлини (Renzo Filini), который также не раз принимал участие в различных «приключениях» своего друга, став не менее популярным, как персонаж Паоло Вилладжо. Актёр к этой роли вернулся и в других экранизациях известного итальянского комика, за исключением последнего фильма из этого цикла Фантоцци 2000: Клонирование (итал. Fantozzi 2000 — la clonazione) (1999).
Последний работой известного актёра, стал фильм Возвращение Фантоцци (итал. Fantozzi — Il ritorno) (1996), где актёр вновь исполнил роль бухгалтера Филлини.
Актёра не стало 8 октября 1998 года.

## Избранная фильмография
- 1953 — Хлеб, любовь и фантазия — Рикуччо
- 1954 — Хлеб, любовь и ревность — Рикуччо
- 1975 — Фантоцци — бухгалтер Филини
- 1976 — Фантоцци Второй Трагический — бухгалтер Филини
- 1980 — Фантоцци против всех — бухгалтер Филини
- 1980 — Кафе-экспресс — Антонио Каммарота
- 1983 — Фантоцци страдает снова — бухгалтер Филини
- 1985 — Фраккия против Дракулы — Филини
- 1986 — Суперфантоцци — бухгалтер Филини
- 1988 — Фантоцци уходит на пенсию — бухгалтер Филини
- 1990 — Фантоцци берёт реванш — бухгалтер Филини
- 1993 — Фантоцци в раю — бухгалтер Филини
- 1996 — Возвращение Фантоцци — бухгалтер Филини

## Интересные факты
- Джиджи Редер был атеистом.
- Джиджи Редер — это псевдоним, настоящие имя актёра Луиджи Шредер.
- Фильм Фантоцци 2000: Клонирование (итал. Fantozzi 2000 — la clonazione) посвящён памяти актёра, который вышел через год после его смерти.